# Thiên hoàng Sanjō
Thiên hoàng Tam Điều (三条 Sanjō - Tenno ?, 05 Tháng 2 năm 976 - 05 Tháng 6 năm 1017) là Thiên hoàng thứ 67 của Nhật Bản theo danh sách kế thừa truyền thống.
Triều Sanjō của kéo dài từ năm 1011 đến năm 1016

## Tường thuật truyền thống
Trước khi lên ngôi, ông có tên thật (imina) là Iyasada -shinnō. Ông cũng được biết đến với tên Sukesada -shinnō và Okisada -shinnō (居貞親王).
Iyasada là con trai thứ hai của Thiên hoàng Reizei. Ông là em trai của Thiên hoàng Kazan, con trai trưởng của Reizei. Mẹ Ieyasada là Fujiwara no choshi (藤原超子) (? -982), con gái của Fujiwara no Kaneie. Choshi được truy tặng cao đến cấp bậc của mẹ hoàng hậu là Thái hậu (ZO-Kōtaigō,贈皇太后).
Tại Nhật Bản cổ đại, đã có bốn dòng họ quý tộc, các Gempeitōkitsu (源平藤橘). Một trong những dòng họ, các gia tộc Minamoto (源氏) còn được gọi là Genji, và trong số này, nhánh Sanjō Genji (三条源氏) đều là hậu duệ của Thiên hoàng thứ 67 Sanjō.

## Lên ngôi Thiên hoàng
Tháng 8/986, ông được em họ là Thiên hoàng Ichijō phong làm Thái tử dưới ảnh hưởng của họ ngoại mình, dòng Fujiwara hiện đang giữ chức Nhiếp chính quan bạch của triều đình.
Ngày 16 tháng 7 năm 1011, Thiên hoàng Ichijō thoái vị và Thái tử Iyasada chính thức lên ngôi và lấy hiệu là Thiên hoàng Sanjō. Ông đổi niên hiệu của anh họ thành niên hiệu Kanko nguyên niên (7/1011 - 12/1012).
Tháng 8/1011, Fujiwara Michinaga được Thiên hoàng ban cấp đặc quyền đi khắp các nơi bằng xe bò kéo (nhà ở, nơi làm việc).
Cuối năm 1011, dưới sức ép của Michinaga, Thiên hoàng buộc phải phế ngôi Thái tử của con trưởng là Hoàng tử Atsuakira, trao chức vị này cho con thứ hai là hoàng tử Atsunari, con trai của cựu hoàng Ichijō.
Đầu năm 1012, Thiên hoàng Sanjō có cuộc hôn nhân với công nương Kenshi, con gái của Michinaga. Cuộc hôn nhân này đã sinh ra công chúa Teishi. Bà này về sau trở thành vợ của Thiên hoàng Go-Suzaku và là mẹ (Thái hậu) của Thiên hoàng Go-Sanjō. Nhờ cuộc hôn nhân này, Michinaga vươn lên đỉnh cao quyền lực của dòng họ Fujiwara.
Năm 1013, triều đình nhiều lần đi viếng thăm các đền thần Shinto để cầu mong bình an như đền thờ thần Hachiman, đền Kamo, 21 ngôi chùa ở nước Nhật
Năm 1013, 1014, cung điện Hoàng gia bị cháy hai lần và triều đình đã phải lao vào cuộc sửa chữa rất tốn kém. Có thể trong các lần sửa chữa đó, Thiên hoàng bị mù mắt (trong đợt bị hỏa hoạn lần 2, tháng 12/1015).
Ngày 10 tháng 3 năm 1016, bi mù mắt nặng, Thiên hoàng Sanjō thoái vị và nhường ngôi cho cháu họ là thân vương Atsuhira, con trai của vua anh Ichijō. Vị thân vương chính thức lên ngôi, hiệu là Thiên hoàng Go-Ichijō.
Sau đó, ông vào chùa tu tập, qua đời ở tuổi 42.

### Kugyō
- Kampaku, Fujiwara no Michinaga (藤原道長), 966-1027.
- Tả đại thần, Fujiwara no Michinaga.
- Hữu đại thần, Fujiwara no Akimitsu (藤原顕光)
- Nội đại thần, Fujiwara no Kinsue (藤原公季)
- đại nạp ngôn

### Niên hiệu
- Kanko (1004-1012)
- Chōwa (1012-1017)

## Gia đình
Hoàng hậu (Kogo): Fujiwara no Seishi (藤原娍子) (972-1025), con gái cả của Fujiwara no Naritoki (藤原済時). Bà sinh ra: Thái tử Atsuakira (敦明親王) (994-1051), Thái tử dưới thời Thiên hoàng Go-Ichijo, Hoàng tử Atsunori (敦 儀 親王) (997-1054), Hoàng tử Atsuhira (敦 平 親王) (999-1049), công chúa Masako (当子内親王) (1001-1023) là Saiō thứ 37 của Đại Đền Ise (1012-1016), công chúa Shishi (phát âm là không rõ) (禔子内親王) (1003-1048) người trở thành phối ngẫu của Fujiwara no Norimichi (藤原教通), Hoàng tử Moroakira (師明親王) (1005-1085) người xuất gia trở thành hoàng thượng dưới pháp danh Seishin (性信) (trụ trì thứ hai của -Chùa Ninna)
Trung cung (Chūgū): Fujiwara no Kenshi (藤原妍子) (994-1027), con gái thứ hai của Fujiwara no Michinaga. Bà sinh ra công chúa Teishi (Thái hậu Yōmei) (1013-1094), Hoàng hậu của Go-Suzaku, mẹ của Thiên hoàng Go-Sanjō
Nyōgo (vương miện công chúa): Fujiwara no Yasuko (藤原綏子) (974-1004), con gái thứ ba của Fujiwara no Kaneie; ngoại tình với Minamoto no Yorisada (con trai của Hoàng tử Tamehira)
Nyōgo (vương miện công chúa): Fujiwara no Genshi (藤原原子) (khoảng 980-1002), hai con gái của Fujiwara no Michitaka
Nyōgo: Fujiwara no Seishi (藤原盛子), con gái của Fujiwara no Michinaga